# Budionnowsk
Budionnowsk (ros. Будённовск, w przeszłości: Swiatoj Kriest, Prikumsk) – miasto w Rosji, w Kraju Stawropolskim. Liczy około 60 tys. mieszkańców (2021). Miejsce tragicznego ataku na Budionnowsk.
Obecna nazwa miasta upamiętnia Siemiona Budionnego, dowódcę wojsk bolszewickich.

## Miasta partnerskie
- Kizlar
- Georgijewsk
- Twer
- Mitrowica